# Casa das Letras
A Casa das Letras é uma editora portuguesa integrada no grupo editorial LeYa, com sede em Alfragide, no distrito de Lisboa. Do seu catálogo fazem parte grandes autores como Francisco Moitas do Amaral ou Haruki Murakami.